# Parastathes apicalis
Parastathes apicalis là một loài bọ cánh cứng trong họ Cerambycidae.